# Polyvinylidenchlorid
Polyvinylidenchlorid (Kurzzeichen PVDC) ist der aus Vinylidendichlorid (1,1-Dichlorethen, H2C=CCl2) analog dem PVC gebildete Thermoplast, der sich nahe dem Schmelzpunkt von ca. 200 °C leicht zersetzt. Technisch bedeutend sind aus diesem Grund insbesondere die Copolymerisate des Vinylidenchlorid, z. B. mit Vinylchlorid.

## Geschichte
PVDC wurde 1933 von Ralph Wiley bei Dow Chemical zufällig als Rückstand in einer Vorlage entdeckt, der sich nur sehr schwer entfernen ließ. Der Stoff wurde von Dow weiterentwickelt und zunächst für einen seewasserfesten Schutzfilm der Flugzeuge der US-Streitkräfte verwendet. Die stark unangenehme Geruchsentwicklung und die grünliche Farbe verhinderten zunächst andere Anwendungen.
Nachdem diese Eigenschaften beseitigt wurden, konnte das Produkt auch für Folien sogar im Lebensmittelbereich eingesetzt werden. Handelsmarke von Dow Chemical für PVDC ist Saran.

## Eigenschaften
| Zersetzungstemperatur     | ca. 200 °C                   |
| Glasübergangstemperatur   | −11 °C bis −19 °C            |
| Oberflächenspannung       | 40 mN/m (dyn/cm) Folie 25 µm |
| Sauerstoffdurchlässigkeit | 1,5 cm3/(m² 24 h bar)        |
| CO2-Durchlässigkeit       | 5,0 cm3/(m² 24 h bar)        |

## Verwendung
PVDC ist als (Barriere-)Folie, als Granulat zum Extrudieren, als Lösung zum Beschichten und als Dispersion zum Beschichten erhältlich.
PVDC ist ein ausgezeichneter Barrierestoff für Sauerstoff, Kohlenstoffdioxid und Wasserdampf. Für eine verbesserte Löslichkeit kann es mit anderen Monomeren co-polymerisiert werden, wodurch jedoch die Sperrwirkung reduziert wird. Übersteigt der Gehalt an Co-Monomeren 20 %, sind die entsprechenden Polymerisate in Estern und Ketonen löslich.
Folien aus PVDC können auf das Drei- bis Vierfache ihrer ursprünglichen Länge gereckt werden. Bei erhöhter Temperatur schrumpft die Folie wieder auf ihre ursprüngliche Ausdehnung zusammen, weshalb Schrumpfpackungen und Schrumpfschläuche aus PVDC hergestellt werden können.
Als Lebensmittelverpackung (Flaschendichtungen, Folie und kaschierter Karton, Wursthaut etc.) ist PVDC in den USA gemäß FDA-Regulation 21 CFR für Lebensmittelanwendungen zugelassen und entspricht für die Anwendung in der EU der Verordnung (EU) Nr. 10/2011. Die Zulassung für den jeweiligen Anwendungsfall ist bei der Bezugsquelle zu erfragen.
PVDC ist auch als Korrosionsschutzschicht (z. B. Liner in Rohren für Salzsäure und chlorierte Kohlenwasserstoffe) in Gebrauch.
Die PVDC-Folie wird in der Regel in einem zweistufigen Blasverfahren extrudiert und ist daher gereckt. Die maximale Anwendungstemperatur beträgt daher 80 °C.
Koextrudierte Mehrschichtfolie mit PVDC trägt bei Dow Chemical den Handelsnamen Saranex. Weitere mögliche Bestandteile einer Mehrschichtfolie sind z. B. PE oder EVA.